# Лесной заказник (Калмыкия)
Лесной заказник — государственный природный заказник регионального значения. Создан постановлением Совета министров Калмыцкой АССР от 2 августа 1989 года.

## География
Заказник расположен на северо-восточной периферии Ставропольской возвышенности в Городовиковском районе Республики Калмыкии.

## Почвы
Редкие для Калмыкии почвы чернозёмного типа. Почвообразующие породы — четвертичные лёссовидные суглинки.

## Цели и задачи
Лесной заказник создан для усиления охраны и создания лучших условий для обитания дикого кабана, пушных видов зверей: лисицы, зайца-русака и других видов животных на данной территории.
Задачи заказника:
- сохранение природных комплексов в естественном состоянии;
- сохранение, воспроизводство и восстановление природных ресурсов: дикого кабана, пушных зверей, зайца-русака;
- обеспечение установленного режима охраны редких видов животных и птиц;
- поддержание экологического баланса;
- содействие в проведении научно-исследовательских работ без нарушения установленного режима заказника;
- пропаганда среди населения задач охраны окружающей среды, рационального использования и воспроизводства природных ресурсов.

## Животный и растительный мир
Основные древесные породы: дуб, орех, вяз, ясень, кустарники — тёрн, смородина и др. В травянистом покрове представлены: редкие виды астрагалов, ковылей, гусиный лук, гиацинтик беловатый, володушка сизая, пушистоспайник длиннолистный.
Здесь водятся кабан, енот, лисица, а также редкие для этих мест фазан, куница каменная, лесные виды птиц.

## Антропогенные процессы
Из-за нерационального использования земель в прилегающих к заказнику территориях происходит трансформация свойств чернозёмов: при орошении, плохом качестве поливных вод и в результате резкого нарушения гидрологических условий происходят процессы осолонцевания и слитообразования чернозёмов. При плоскостной и линейной эрозии пашни — потеря гумуса и снижение естественного плодородия чернозёмных почв.